# Prinsessan Shōshi
Prinsessan Shōshi , född 1195, död 1211, var en japansk prinsessa, kejsarinna 1208-1209. Hon var hederskejsarinna åt sin bror kejsar Juntoku.